# Bethoncourt
Bethoncourt ist eine französische Gemeinde mit 5.288 Einwohnern (Stand: 1. Januar 2022) im Département Doubs in der Region Bourgogne-Franche-Comté.

## Geographie
Bethoncourt liegt auf 330 m Meereshöhe, etwa drei Kilometer nördlich der Stadt Montbéliard (Luftlinie). Das Dorf erstreckt sich in der leicht gewellten Landschaft nördlich des Beckens von Montbéliard, in der weiten Talniederung der Lizaine.

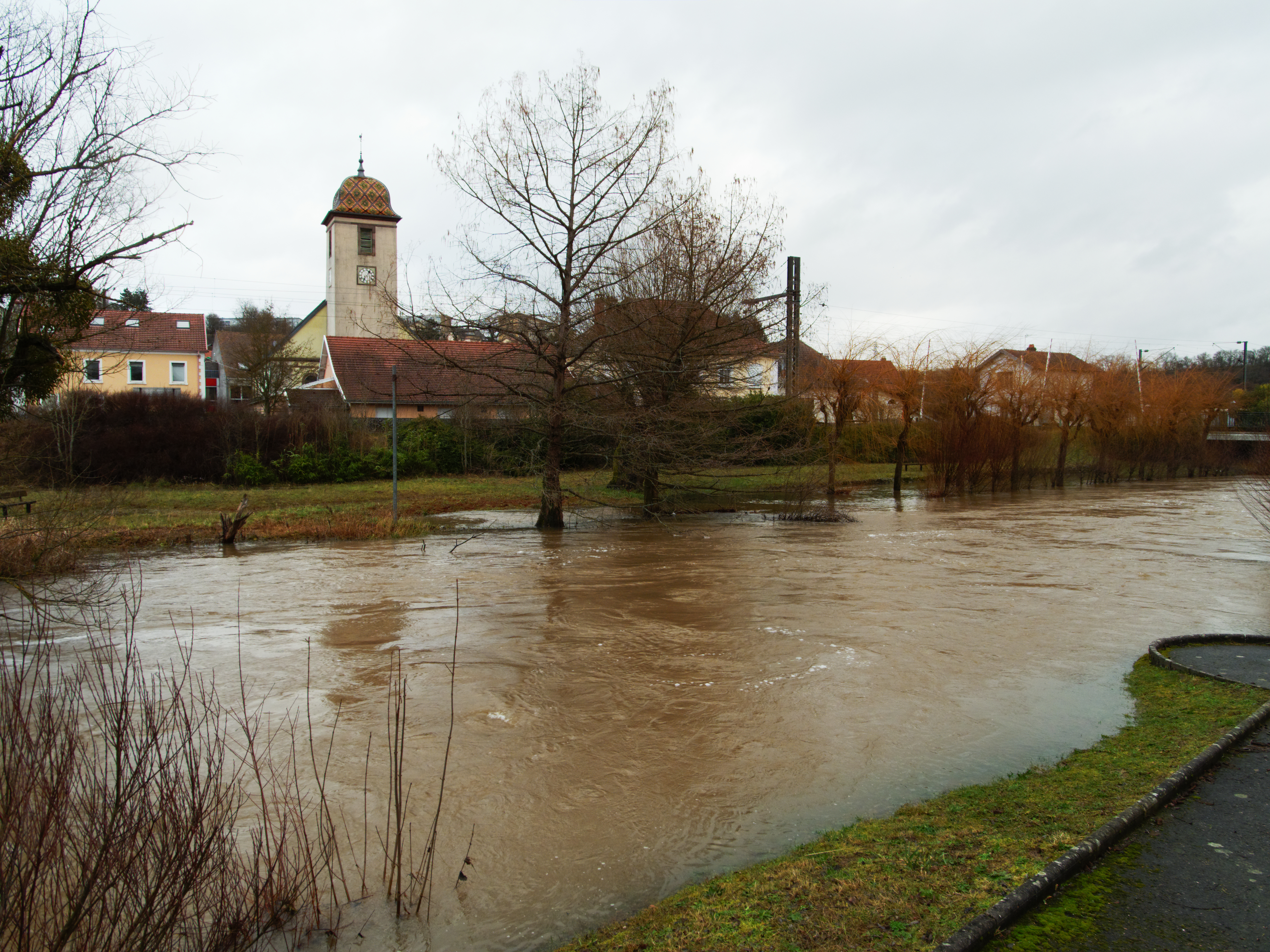
Die Lizaine in Bethoncourt

Die Fläche des 6,54 km² großen Gemeindegebiets umfasst einen Abschnitt der gewellten Landschaft nördlich von Montbéliard. Der westliche Teil des Gebietes wird vom Tal der Lizaine eingenommen, dessen flache Sohle eine Breite von 0.5 bis 1 Kilometer erreicht. Die Lizaine, die durch die Niederung mäandriert, im südlichen Teil jedoch begradigt ist, sorgt für die Entwässerung nach Süden zum Allan und damit zum Doubs. Nach Nordosten erstreckt sich das Gemeindeareal auf die teils mit Wiesland, überwiegend jedoch mit Wald bestandenen Anhöhen, welche die Täler von Savoureuse und Lizaine trennen. Zu den Waldgebieten der Gemeinde gehören der Bois de la Voiranne und die Grands Bois. In Letzterem wird mit 410 m die höchste Erhebung von Bethoncourt erreicht.
Die Stadt Bethoncourt besteht aus folgenden Ortsteilen:
- Grand Bethoncourt (327 m) auf der linken (östlichen) Seite der Lizaine
- Petit Bethoncourt (321 m) auf der rechten (westlichen) Seite der Lizaine
- Champvallon (360 m) auf der Anhöhe östliche des Tals der Lizaine
- Les Cités Nouvelles (350 m) westlich der Lizaine
- Les Chaseaux (330 m) westlich der Lizaine

Nachbargemeinden von Bethoncourt sind Brevilliers im Norden, Châtenois-les-Forges und Grand-Charmont im Osten, Montbéliard im Süden sowie Héricourt im Westen.

## Geschichte
Die erste urkundliche Erwähnung von Bethoncourt erfolgte im Jahr 815 unter dem Namen Betonis curte. Vermutlich geht der Ursprung des Ortes auf die Burgunderzeit (5. bis 7. Jahrhundert) zurück und bedeutet so viel wie Hof des Betho. Im Lauf der Zeit wandelte sich die Schreibweise über Bethonis Curte (10. Jahrhundert), Betoncourt (1181), Boethoncourt (1196), Klein Bethoncourt und Gross Bethoncourt (1616) zu Bethoncourt (seit 1717).
Das seit dem 10. Jahrhundert zum Herzogtum Elsass gehörende Bethoncourt wurde 1274 von der Fürstabtei Murbach an die Grafen von Montbéliard verkauft. 1541 wurde die lutherische Reformation eingeführt; Bethoncourt war jedoch bis zum Bau der ersten Kirche (1730) nach Sainte-Suzanne und Vyans pfarrgenössig. Beim Einfall der Guisen (1587/88) sowie während des Dreißigjährigen Krieges (1633 und 1635) wurde das Dorf jeweils geplündert und in Brand gesteckt. Mit der Annexion der Grafschaft Montbéliard gelangte Bethoncourt 1793 endgültig in französische Hand. Im Deutsch-Französischen Krieg war Bethoncourt einer der Schauplätze der Schlacht an der Lizaine, die vom 15. bis zum 17. Januar 1871 dauerte.
Während des 19. Jahrhunderts wurde bei Bethoncourt Eisenerz abgebaut. Gegen Ende des Jahrhunderts begann die Industrialisierung mit der Ansiedlung einer Uhrenfabrik, die bis 1910 in Betrieb war. Die Baumwollspinnerei, die bis zu 600 Personen Arbeit bot, wurde 1908 gegründet. So entwickelte sich Bethoncourt allmählich zum Vorort von Montbéliard. Mit dem Bau der Siedlung Champvallon wurde 1958 begonnen. Innert kurzer Zeit wurden auf einer Fläche von fast 1 km² zahlreiche fünf- bis achtstöckige Wohnblöcke hochgezogen, in denen sich hauptsächlich Arbeiter der Peugeot-Fabriken (Sochaux, Montbéliard) mit ihren Familien niederließen. Dies führte zu einem Anstieg der Einwohnerzahl um 9000 Personen innerhalb von 10 Jahren.
Mit der Schließung der Textilfabrik Bethoncourt (1973) und dem Rückgang der Beschäftigtenzahlen in den Peugeot-Fabriken begann nach Mitte der 1970er Jahre der Niedergang von Champvallon. Die Wirtschaftskrise und die Restrukturation der Industrie im Pays de Montbéliard in der Zeit von 1983 bis 1990 führte dazu, dass viele Familien die Siedlung verließen, so dass nun zahlreiche Wohnungen leerstanden. Ein Teil der mittlerweile baufällig gewordenen Wohnblöcke wurde nach 1989 abgerissen oder durch neue, den veränderten Bedürfnissen angepasste Bauten ersetzt. Heute gehört Bethoncourt zum Gemeindeverband Pays de Montbéliard Agglomération.

## Sehenswürdigkeiten
Die lutherische Kirche von Bethoncourt (temple) wurde 1775 bis 1778 im klassischen Stil erbaut als eine der zwanzig Kirchen in Grafschaft und einst abhängigen Gebieten, die im Auftrag Carl Eugens in seiner langen Herrschaft neu erbaut oder erneuert wurden. Ihr wich ein Kirchbau aus vorreformatorischer Zeit. Die wurde seither mehrfach umfassend restauriert. Von 1953 stammt die katholische Kapelle Sainte-Thérèse. Die katholische Kirche St. Paul im Ortsteil Champvallon wurde in modernem Stil errichtet. Leicht erhöht über dem alten Dorf steht das im 18. Jahrhundert errichtete Schloss. Zur modernen Architektur gehört das Kulturzentrum L’Arche (1992 bis 1993 erbaut).

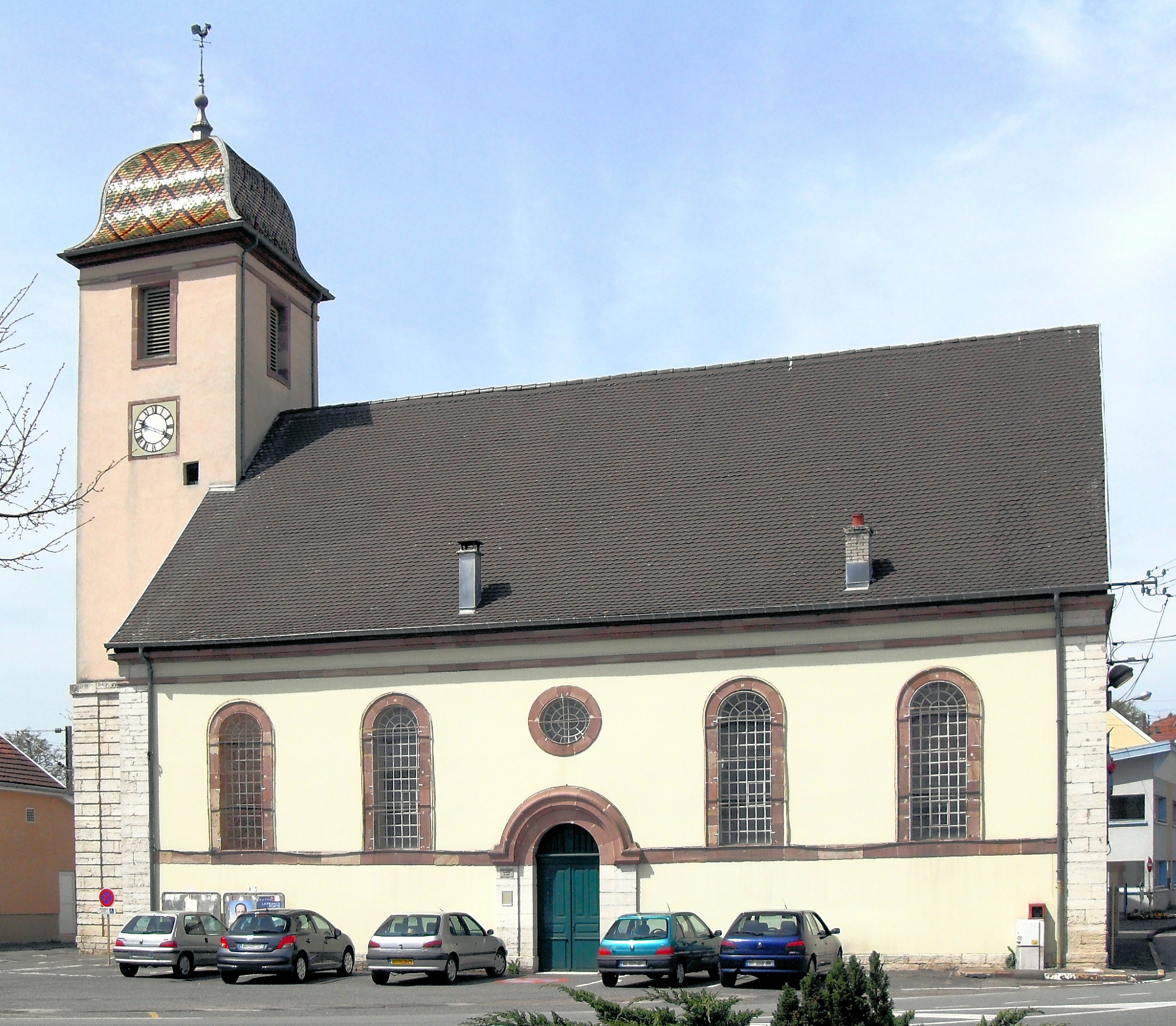
Lutherische Kirche
Kirche St. Paul

## Bevölkerung
| Jahr                       | 1962 | 1968   | 1975   | 1982 | 1990 | 1999 | 2006 | 2016 |
| -------------------------- | ---- | ------ | ------ | ---- | ---- | ---- | ---- | ---- |
| Einwohner                  | 6442 | 10.996 | 10.592 | 9751 | 7448 | 6848 | 6271 | 5702 |
| Quellen: Cassini und INSEE |      |        |        |      |      |      |      |      |

Mit 5288 Einwohnern (1. Januar 2022) gehört Bethoncourt zu den größeren Gemeinden des Départements Doubs. Nachdem die Einwohnerzahl in der ersten Hälfte des 20. Jahrhunderts nur langsam angewachsen war, setzte mit der Errichtung von Champvallon ab 1960 eine markante Bevölkerungszunahme ein. Innerhalb von knapp 10 Jahren verfünffachte sich die Einwohnerzahl, und im Jahr 1967 wurde die Grenze von 10.000 Personen überschritten. Mit etwas mehr als 11.000 Einwohnern wurde zu Beginn der 1970er Jahre der Höchststand erreicht. Danach gab es zunächst einen langsamen, ab 1983 einen starken Bevölkerungsrückgang zu verzeichnen. Bis heute hält der rückläufige Trend an. Seit dem Höchststand hat Bethoncourt nahezu 5000 Einwohner verloren, was einem Rückgang von 43 %  entspricht. Heute ist das Siedlungsgebiet von Bethoncourt mit dem von Montbéliard zusammengewachsen.

## Wirtschaft und Infrastruktur
Bethoncourt war seit dem ausgehenden 19. Jahrhundert eine durch Industrie und Gewerbe geprägte Gemeinde, wobei zunächst eine Uhrenfabrik und dann vor allem die Textilfabrik (Baumwollspinnerei) von Bedeutung waren. Mit der Errichtung von Champvallon entwickelte sich Bethoncourt rasch zum Wohnvorort von Montbéliard. Heute sind in der Gemeinde verschiedene Betriebe des Klein- und Mittelgewerbes, unter anderem in den Branchen Feinmechanik und Metallverarbeitung ansässig. Daneben gibt es zahlreiche Geschäfte des Einzelhandels für den täglichen Bedarf. Viele Erwerbstätige sind jedoch Wegpendler, die in den anderen Gemeinden der Agglomeration Montbéliard ihrer Arbeit nachgehen.
Mit dem Arche verfügt Bethoncourt über ein Zentrum, in dem kulturelle Veranstaltungen (überwiegend für die junge Generation) durchgeführt werden. Bethoncourt ist Standort eines Collège, eines Lycée professionnelle und eines Ausbildungszentrums für Mechanik.
Die Ortschaft ist verkehrstechnisch gut erschlossen. Sie liegt an der Hauptstraße, die von Montbéliard via Héricourt nach Lure führt. Der nächste Anschluss an die Autobahn A36 befindet sich in einer Entfernung von ungefähr vier Kilometern. Weitere Straßenverbindungen bestehen mit Grand-Charmont und Sochaux. Durch das Gemeindegebiet verläuft die Eisenbahnstrecke von Montbéliard nach Belfort, doch gibt es in Bethoncourt keinen Bahnhof. Mit der Stadt Montbéliard und dessen Bahnhof ist Bethoncourt durch eine Buslinie verbunden.

## Gemeindepartnerschaft
- Bethoncourt pflegt eine Partnerschaft mit der Gemeinde Silmiouglou in Burkina Faso.

## Persönlichkeiten
- Roger Rossinelli (1927–2005), französisch-schweizerischer Radrennfahrer
- Marcel Wassmer (1949–1979), Fußballspieler